# An Bài
An Bài là một thị trấn thuộc huyện Quỳnh Phụ, tỉnh Thái Bình, Việt Nam. Thị trấn có trục Quốc lộ 10 chạy qua trung tâm dài 2,7 km.
Thị trấn An Bài có diện tích 7  km², dân số năm 2005 là 9.381 người, mật độ dân số đạt 1.340 người/km².

## Địa lý
- Phía Bắc giáp xã An Ninh;
- Phía Nam giáp xã An Thanh;
- Phía Đông giáp huyện Vĩnh Bảo, thành phố Hải Phòng;
- Phía Tây giáp xã An Vũ.